# Daniel Pfister
Pour les articles homonymes, voir Pfister.
Daniel Pfister, né le 7 décembre 1986 à Schwaz, est un lugeur autrichien ayant pris part à des compétitions dans les années 2000 et 2010. Rapidement installé dans le top 10 mondial à partir de la saison 2007, il confirme les attentes en remportant la médaille de bronze de luge lors des championnats du monde 2009 derrière l'Allemand Felix Loch et l'Italien Armin Zöggeler, il remporte également deux autres médailles au sein de l'équipe d'Autriche dans l'épreuve par équipes (l'argent en 2009 et le bronze en 2007). Son frère Manuel Pfister est également un lugeur de niveau international.

## Palmarès
| Compétitions / Année    | Compétitions / Année    | 2005 | 2006 | 2007 | 2008 | 2009 | 2010 | 2011 | 2012 | 2013 |
| ----------------------- | ----------------------- | ---- | ---- | ---- | ---- | ---- | ---- | ---- | ---- | ---- |
| Jeux olympiques d'hiver | Jeux olympiques d'hiver |      | 13e  |      |      |      | 6e   |      |      |      |
| Championnats du monde   | ind.                    | 15e  |      | 12e  | 8e   | 3e   |      | 6e   | 17e  | 13e  |
| Championnats du monde   | mixte                   |      |      | 3e   |      | 2e   |      |      |      |      |
| Coupe du monde          | Coupe du monde          | 16e  | 18e  | 9e   | 5e   | 6e   | 12e  | 8e   | 10e  | 9e   |

- Championnats d'Europe de luge
  - Sigulda 2010 :  médaille de bronze du simple.